# Academia Europaea
Academia Europaea er en europæisk sammenslutning eller et akademi af forskere som arbejder for at promovere læring, uddannelse og forskning. Det blev oprettet i 1988 på initiativ af EU-kommissionen. Selskabet er delt op i 17 akademiske områder: historie og arkæologi, klassiske og orientale studier, sprogforskning, litteratur og teater, musik, kunst og arkitektur, filosofi, teknologi, teologi og religion, adfærdsstudier, samfundsvidenskab, matematik, fysik og ingeniørvidenskab, kemi, astronomi, biokemi og molekylærbiologi, medicin, organisk biologi og udviklingsbiologi. 
Medlemmerne er specielt udvalgte videnskabelige forskere fra hele Europa, hvor mange af dem er ledende forskere inden for deres område. Det nuværende medlemsantal er på omkring 2000. Selskabet har også flere medlemmer som er bosiddende uden for Europa. Medlemskab opnås kun gennem indstilling fra andre forskere i sammenslutningen.
Akademiets formål er at promovere en større værdsættelse af den europæiske forskning og fremme så høj en standard som muligt inden for forskning og uddannelse i Europa. Akademiet kommer også gerne med forslag til både internationale organisationer og nationale regeringer inden for området omkring forskning, læring og det akademiske liv i Europa.